# Pedró de la Mare de Déu de la Guia de Rocaprevera
El Pedró de la Mare de Déu de la Guia de Rocaprevera és un pedró de Torelló (Osona) protegit com a Bé Cultural d'Interès Local.

## Descripció
Es tracta d'un pilar de planta quadrada situat en un pendent i al qual s'hi accedeix mitjançant deu graons, està orientat a nord, mirant cap al nucli urbà.
Conté una fornícula d'arc de mig punt que acull la imatge de la Mare de Déu. La coberta és a quatre vessants amb forma de piràmide.

## Història
Segons la tradició el pedronet fou erigit l'any 1284 per mossèn Marc Roca. El primer document que en parla, però és de 1402.
Fou dedicat a la Verge de la Guia i erigit al camí de Rocaprevera.
El pedronet fou destruït l'any 1936 i restaurat l'any 1942.